# Архиепархия Ванкувера
Архиепархия Ванкувера (лат. Archidioecesis Vancuveriensis) — архиепархия Римско-Католической церкви с центром в городе Ванкувер, Канада. В архиепархию Ванкувера входят епархии Камлупса, Нельсона, Принс-Джорджа, Виктории. Кафедральным собором архиепархии является церковь Святого Розария в Ванкувере.

## История
14 декабря 1863 года Святым Престолом был учреждён апостольский викариат Британской Колумбии, выделившийся из епархии Острова Ванкувера (сегодня — епархия Виктории). 2 сентября 1890 года апостольский викариат Острова Ванкувер был преобразован в епархию Нью-Уэстминстера. 27 июля 1894 года епархия Нью-Уэстминстера уступила часть своей территории Апостольскому викариату Аляски (сегодня — епархия Фэрбанкса).
19 сентября 1908 года Римский папа Пий X издал бреве «In sublimi Principis», которым возвёл епархию Нью-Уэстминстера в ранг архиепархии и переименовал её в архиепархию Ванкувера.

## Ординарии архиепархии
- епископ Louis-Joseph D’Herbomez (22.12.1863 — 3.06.1890);
- епископ Pierre-Paul Durieu (3.06.1890 — 1.06.1899);
- епископ Augustin Dontenwill (1.06.1899 — 21.09.1908);
- архиепископ Neil McNeil (19.01.1910 — 10.04.1912);
- архиепископ Timothy Casey (2.08.1912 — 5.10.1931);
- архиепископ William Mark Duke (5.10.1931 — 11.03.1964);
- архиепископ Martin Michael Johnson (11.03.1964 — 8.01.1969);
- архиепископ James Francis Carney (8.01.1969 — 16.09.1990);
- архиепископ Adam Joseph Exner (25.03.1991 — 10.01.2004);
- архиепископ Raymond Roussin (10.01.2004 — 2.01.2009);
- архиепископ John Michael Miller (2.01.2009 — 25.02.2025);
- архиепископ Richard William Smith (25.02.2025 — по настоящее время).

## Источник
- Annuario Pontificio, Libreria Editrice Vaticana, Città del Vaticano, 2003, ISBN 88-209-7422-3
- Бреве In sublimi Principis, AAS 1 (1909), p. 198 Архивная копия от 14 июня 2010 на Wayback Machine  (лат.)